# Toufic
Toufic (em árabe: توفيق ) é um prenome masculina da onomástica da língua árabe. O equivalente hebraico do macho dado nome é (em hebraico:  תוביק ) Tovik ou Tuvik. Ambos os nomes são conseguidos da raiz Semítica antiga significação "bom", "êxito", "o Deus está bem com você", "reconciliação" ou "boa fortuna". É também possível ser usado como um sobrenome. Ele tem muito de soletrar variações alguns deles são Toufik, Toufick, Tofik, Tofic, Tofick, Tovik, Tovic, Tovick, Touvik, Toviq, Tufic, Tufik, Tufick, Tuvik, Tuvic, Tuvick, Tuviq, Taufic, Taufik, Taufick, Tawfiq, Tawfik, Tawfic, Tawfick, Tewfik e Tefik.
- O "Toufic" e "Tovik" são semelhantes na significação a "Tobias".

## Pessoas
- Toufik Benedictus "Benny Hinn"
- Taufic Assad El Mir
- Joseph Toufik Merhi
- Walid Toufic
- Toufik Zerara
- Jalal Toufic
- Toufic Farroukh
- L’Emir Mageed Toufic Arslan
- Tefik Osmani
- Tawfiq Canaan
- Tovik Liberman
- Tuvik Beker
- Toufic Dualiby
- Toufic Remmo